# Bygdøy

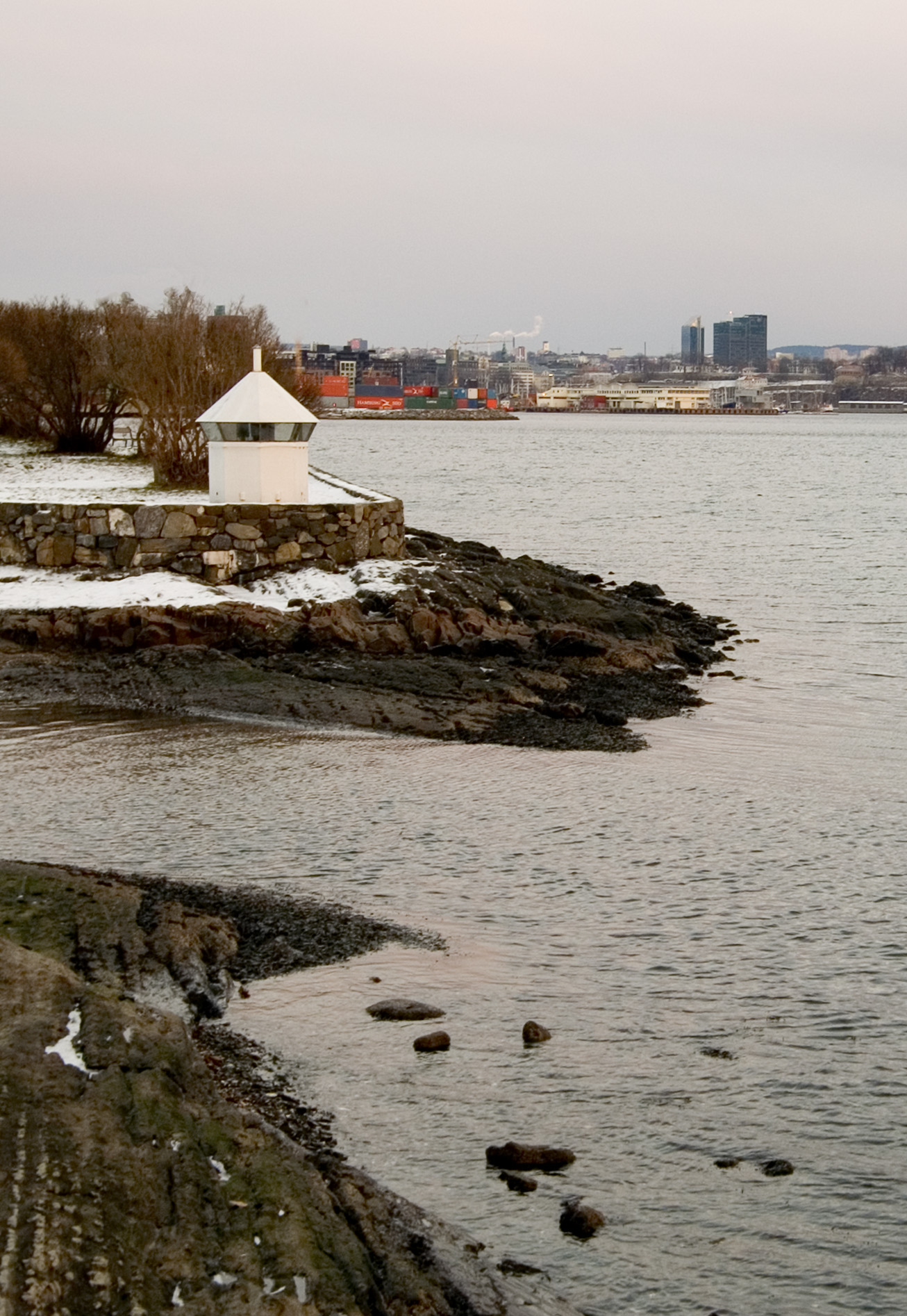
Bygdøy

Bygdøy (of Bygdø) is een schiereiland ten westen van de binnenstad van Oslo, de hoofdstad van Noorwegen. Administratief gezien valt Bygdøy onder het district Frogner in de stad Oslo. Voorheen stond Bygdøy, dat tot in de 17e eeuw een eiland was, bekend als "Ladegårdsøen." Het huisvest meerdere musea, waaronder:
- Het Kon-Tiki Museum (Kon-Tiki Museet) > Over Thor Heyerdahls reizen met zijn schepen.
- Het Noors volksmuseum (Norsk Folkemuseum) > Openluchtmuseum met een verzameling van oude huizen, kerken, schuren en andere gebouwen van over het hele land.
- Vikingschip Museum (Vikingskipshuset) > Museum over de Vikingschepen. Er staan onder andere 2 gerestaureerde schepen.
- Noors Maritiem Museum (Norsk Sjøfartsmuseum) > Museum over de Noorse zeevaart.
- Frammuseum (Fram Museet) > Over de Fram, het poolschip waar onder andere Roald Amundsen mee naar de zuidpool voer.

Op het schiereiland staat ook het koninklijk landgoed Bygdø en koninklijk paleis Oscarshall, waarvan de tuinen vrijwel de helft van de oppervlakte van Bygdøy beslaan. Daarnaast herbergt Bygdøy talrijke parken , bossen en enkele stranden waaronder een naaktstrand. Het eiland biedt recreatiemogelijkheden voor Oslo.